# Mandy Wigger
Pour les articles homonymes, voir Wigger.
 Mandy Wigger  est une joueuse suisse de volley-ball née le 4 mai 1987 à Reconvilier. Elle mesure 1,91 m et joue au poste de attaquante.

## Biographie
Mandy Wigger est originaire de Reconvilier, dans le Jura bernois. Elle a commencé à jouer à 12 ans en junior. À 14 ans elle fait ses premières apparitions en LNA sous les couleurs de VFM (Volley Franches-Montagne) à 16 ans où elle devient titulaire. Elle jouera pour ce club jusqu’à ses 19 ans.
Après 8 mois passé au Brésil, elle signe un contrat pro de 2 ans avec le Kanti Schaffhouse et devient vice-championne suisse lors de la première saison.
Elle a ensuite joué au Voléro Zürich en tant que capitaine. Elle gagne le Championnat et la Coupe Suisse en 09/10 et 10/11 avec Volero Zürich. Elle participe à la Champions League avec son équipe. Nommée meilleure joueuse suisse en 2005, 2006, 2011 et 2012. Elle fait aussi partie de l'équipe suisse où elle joue un rôle très important en tant que capitaine. En 2012, une grave blessure l'éloigne des parquets pendant neuf mois. Pendant cette période, elle est transférée de Voléro Zurich au VBC Köniz. Elle met un terme à sa carrière professionnelle à la fin de la saison 2019.

## Clubs
| Club                          | Pays   | De        | À         |
| ----------------------------- | ------ | --------- | --------- |
| Volleyball Franches-Montagnes | Suisse | 2001-2002 | 2006-2007 |
| VC Kanti Schaffhausen         | Suisse | 2008-2009 | 2008-2009 |
| VBC Volero Zurich             | Suisse | 2010-2011 | 2011-2012 |
| Volley Köniz                  | Suisse | 2012-2013 | 2012-2013 |
| NUC Volleyball                | Suisse | 2013-2014 | 2017-2018 |

## Palmarès
- Championnat de Suisse
  - Vainqueur : 2010, 2011, 2012.
  - Finaliste : 2008, 2009.
- Coupe de Suisse
  - Vainqueur : 2009, 2010, 2011, 2012.
  - Finaliste : 2013, 2014.
- Supercoupe de Suisse
  - Vainqueur : 2010, 2011.